# Nati nel 1199
| Questa pagina contiene informazioni ricavate automaticamente dalle voci biografiche con l'ausilio del template Bio e di un bot. L'aggiornamento è periodico e automatico e ricostruisce completamente la pagina. Se manca una persona in questa lista, sei pregato di non aggiungerla, ma accertati piuttosto che la sua voce biografica contenga il template Bio e che i dati anagrafici siano correttamente compilati. Se il template Bio manca, inseriscilo tu stesso o, in alternativa, metti l'avviso {{tmp\|Bio}} che ne segnala la mancanza. Se i dati riportati sono sbagliati, correggi direttamente la voce biografica; le modifiche saranno visibili in questa lista entro pochi giorni. Per chiarimenti vedi il progetto biografie. La lista contiene solo le 11 persone che sono citate nell'enciclopedia e per le quali è stato implementato correttamente il template Bio. Pagina aggiornata al 13 gen 2025. |

- 17 aprile - Maria di Ponthieu, nobile francese († 1250)
- Boemondo V d'Antiochia, nobile († 1252)
- Alan di Galloway, nobile e militare britannico († 1234)
- Guttorm I di Norvegia, re († 1204)
- Isobel di Huntingdon, nobile scozzese († 1251)
- Jalal al-Din Mankubirni, sovrano turkmeno († 1231)
- Walter Marshal, V conte di Pembroke, nobile britannico († 1245)
- Raimondo Rupeno, principe francese
- Sturla Sighvatsson, condottiero islandese († 1238)
- Tommaso II di Savoia, conte († 1259)
- Ahmad al-Badawi, mistico marocchino († 1276)